# Municipio de Hensley (Illinois)
El municipio de Hensley (en inglés: Hensley Township) es un municipio ubicado en el condado de Champaign en el estado estadounidense de Illinois. En el año 2010 tenía una población de 1278 habitantes y una densidad poblacional de 16,36 personas por km².

## Geografía
El municipio de Hensley se encuentra ubicado en las coordenadas 40°11′9″N 88°17′53″O / 40.18583, -88.29806. Según la Oficina del Censo de los Estados Unidos, el municipio tiene una superficie total de 78.12 km², de la cual 78,12 km² corresponden a tierra firme y (0 %) 0 km² es agua.

## Demografía
Según el censo de 2010, había 1278 personas residiendo en el municipio de Hensley. La densidad de población era de 16,36 hab./km². De los 1278 habitantes, el municipio de Hensley estaba compuesto por el 66,82 % blancos, el 25,98 % eran afroamericanos, el 0,31 % eran amerindios, el 1,56 % eran asiáticos, el 0,94 % eran de otras razas y el 4,38 % eran de una mezcla de razas. Del total de la población el 3,05 % eran hispanos o latinos de cualquier raza.